# 孙春山
孙春山（1955年—），汉族，河北饶阳人，中华人民共和国政治人物、第十二届全国人民代表大会辽宁地区代表。
毕业于中国社会科学院研究生院应用社会学专业，加入中国共产党。2013年，被选为全国人大代表。